# Pêro Galego (corsário português)
Pêro Galego (também grafado Pero Gallego), ou Pedro Galego (n. Viana do Castelo, década de 1500s), foi um fidalgo e corsário português vianense, que viria a ser mitificado na tradição oral e nacionalista portuguesa.

## Família e a juventude
Era seu pai o também vianense João Galego, que a mando de D. João III havia espiado os genoveses e com essa informação construído o galeão Bota-Fogo, o maior do mundo na sua época.
As aventuras de Pêro viriam a ser algo menos discretas que as de seu pai. Alguns autores mencionam que teria tido precoces aventuras em África, tendo ainda jovem retornado como veterano de armas a Viana, criando então uma escola de esgrima.

## Aventura pelo Mediterrâneo
Em 1546, Pêro Galego alicia alguns companheiros, alunos na escola de esgrima na qual Pêro seria mestre d'armas, para em conjunto comprarem uma caravela nos estaleiros de Viana, apetrechada de quatro peças de ferro. Partem em torno de abril de 1547 para quase três anos de corso no Mediterrâneo, fazendo então, entre inimigos argelinos, turcos, e outros, “grandes presas que navegavam para Constantinopla e outros portos”, regressando cheios de "ouro e fazenda", tendo recrutado outros marinheiros portugueses ao longo dos três anos de corso.

## Lenda do romance proibido
Conta certa tradição oral popular, recolhida já no século XIX e elaborada criativamente por Inácio de Vilhena Barbosa, que ainda antes de capitanear o seu navio, se teria apaixonado de alguém da alta nobreza, Joana de Vilhena, filha de Filipa de Vilhena e Luís Álvares de Távora (13.º Senhor de Távora e 5.º Senhor de Mogadouro), e que o pai, perante o enamoro de Joana com Pêro e sua recusa em casar com mais altos senhores, se prepararia para duelar Pero. Este, perante o dilema de ferir o pai da sua amada ou ser acusado de cobardia, ter-se-ia lançado numa aventura para se elevar de estatuto sem que o podessem acusar de cobardia.
Eventualmente, na ausência de Pero, Joana cederia à vontade de seus pais, casando com D. Luis de Ataíde. Ao tomar conhecimento, Pero Galego ter-se-ia recolhido no Mosteiro de Tibães e tomado para si temporariamente o hábido benedictino. Retornando a casa, desgostoso, cessaria as aventuras. Joana faleceria após poucos anos de casada.

## O regresso - mito de Pero Galego contra Pedro Navarro
Em 1655, no contexto da Guerra da Restauração, Frei Manuel Homem faz publicar a restauro-nacionalista Memória da disposição das armas castelhanas que injustamente invadirão o reino de Portugal no anno de 1580, com muitos pormenores sobre a aventura de Pedro Galego no Mediterrâneo. Faz nela incluir a narrativa de que, ao regressar das suas aventuras, Pêro teria aportado em Cádiz, acaso encontrando então o conde Pedro Navarro ao comando de uma esquadra de galés. Pêro, ignorando as cortesias navais, não abateria a bandeira nem salvaria com tiros a capitania espanhola. Um irritado Navarro tê-lo-ia acossado com sua esquadra, respondendo Galego com disparos sobre a galé do próprio espanhol, “com que lhe cortou o mastro, e uma bala de coxia matou alguma gente e feriu gravemente numa perna o conde”.
Frei Manuel Homem relata que esta história era frequente reconto do “padre mestre frei João de Valadares, da Ordem dos Pregadores”. A haver qualquer verdade nesta narrativa nacionalista, prova-se pelo menos parcialmente inverosímil, pois Pedro Navarro morreu em 1528, muito antes de 1546.

## Casa de Pêro Galego
Ainda hoje a sua moradia é património de Viana do Castelo. Localizada na Viela da Parenta, é também chamada de Casa da Caravela, por apresentar um galeão esculpido na pedra da fachada.

## Representações na cultura
- Os feitos, tal como relatados em Anno Historico de 1744[24], são em 1878 liricados por António Francisco Barata no seu Cancioneiro Portuguez, incluindo o mito do encontro com Pedro Navarro.[25]
- É em sua referência nomeado o periódico vianense de 1882 Pero gallego: folha litteraria, scientifica, etc., no qual (nos números 12,[5] 13,[16] 14,[26] 15,[8] 16,[12] 18,[17], 19[27], 21[18], 22[14], 24[21] e 25[19]) se faz narrar criativamente a sua vida, à mão de Inácio de Vilhena Barbosa.